# ارنست تایدیمن
ارنست تایدیمن (انگلیسی: Ernest Tidyman؛ ۱ ژانویهٔ ۱۹۲۸ – ۱۴ ژوئیهٔ ۱۹۸۴) یک فیلم‌نامه‌نویس، رمان‌نویس، و نویسنده اهل ایالات متحده آمریکا بود.
وی در سال ۱۹۷۱ میلادی، بابت نگارش فیلم‌نامهٔ «ارتباط فرانسوی» برندهٔ جایزه گلدن گلوب، جایزه اسکار بهترین فیلم‌نامه اقتباسی، جایزه ادگار و «جایزه انجمن نویسندگان آمریکا» شد.